# Arrigler
Arrigler je priimek v Sloveniji, ki ga je po podatkih Statističnega urada Republike Slovenije na dan 1. januarja 2010 uporabljalo 11 oseb in je med vsemi priimki po pogostosti uporabe uvrščen na 17.803. mesto.

## Znani nosilci priimka
- Adolf Ar(r)igler - Bodin (1921 - 1999), partizan prvoborec, organizator ilegalnih tiskarn, politični in telesnokulturni delavec
- Dragan Arrigler (1946 - 2025), (umetniški) fotograf (dipl. pravnik)